# 잔디늑대거미
잔디늑대거미(영어: Lawn Wolf Spider)는 늑대거미과(en:Lycosidae)에 속한 거미의 일종이다. 체장은 암컷 9mm, 수컷 7mm 정도에 그친다. 인도, 중국 남부 해안, 대만, 라오스, 필리핀, 태국, 싱가포르, 캄보디아, 브루나이, 인도네시아 등지에 분포하며 미국 텍사스주에서 목격되기도 하였다.

## 습성
잔디늑대거미는 지표면이나 풀밭에 지면과 평행하게 불규칙한 면형의 그물을 치고, 밑부분에 깔대기 모양의 피난처를 만든다. 그물에 먹이가 걸리면 1초도 되지 않는 짧은 시간 안에 먹이를 덮친 다음, 깔대기 안으로 끌고 들어와 식사를 개시한다. 여러 마리가 모여 사는 습성이 있으며, 하루에 10~15 마리의 먹이를 섭취한다.

## 거미줄
잔디늑대거미의 거미줄은 몇 주 이상 썩지 않는다고 알려져있다. 거미줄을 분해하는 박테리아는 질소가 없으면 제대로 활동하지 못하는데, 잔디늑대거미의 거미줄은 질소의 유입을 차단하는 성질이 있기 때문이다. 아마도 거미줄 표면의 부풀어오른 형태를 띠는 복합단백질이 질소를 차단하는 것으로 여겨진다.

## 아종
다음과 같은 두 아종으로 나뉜다:
- Hippasa holmerae holmerae Thorell, 1895
- Hippasa holmerae sundaica Thorell, 1895